# Harald Walser

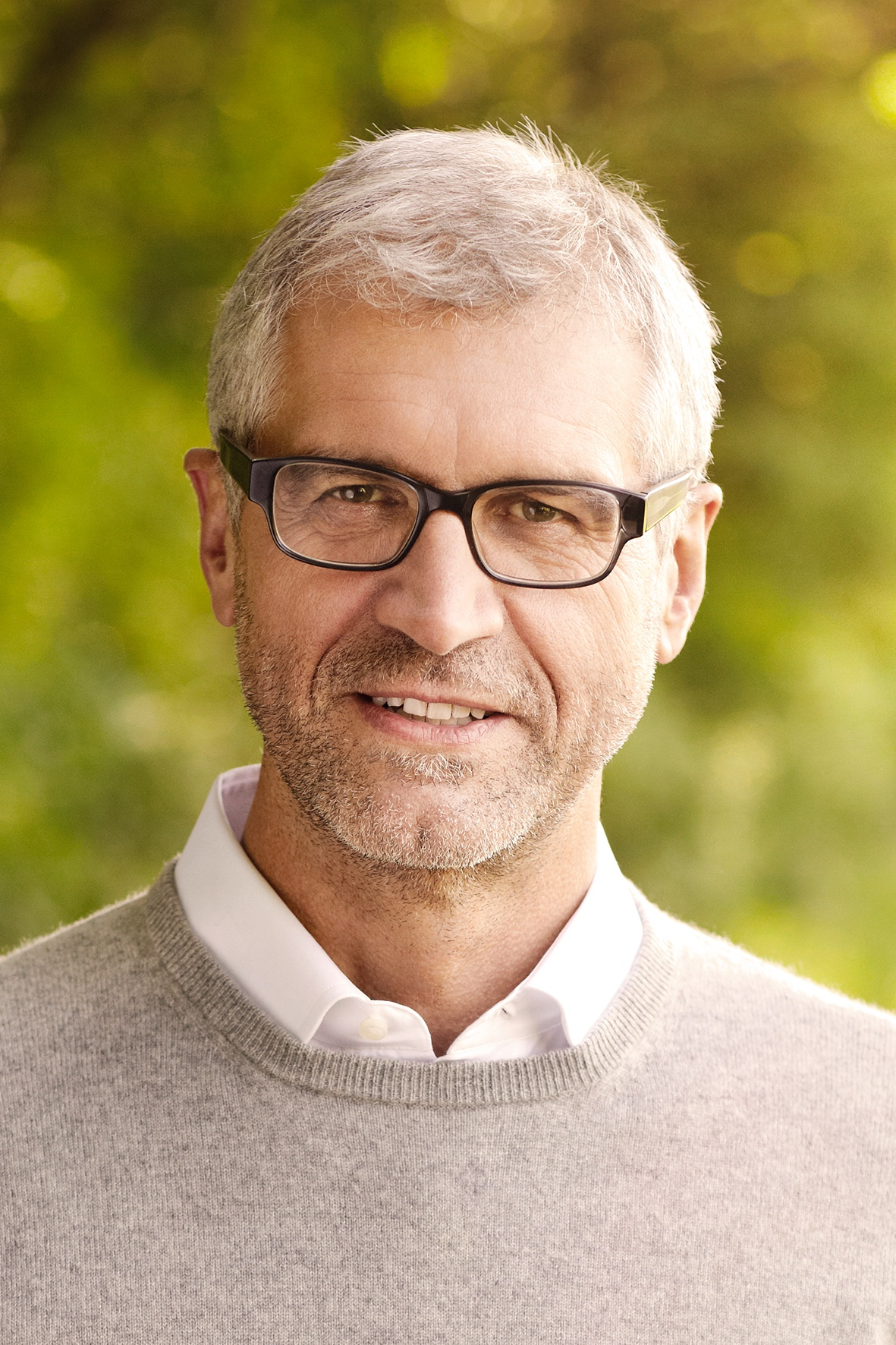
Harald Walser (2013)

Harald Walser (* 18. April 1953 in Hohenems) ist ein österreichischer Politiker (Die Grünen) und Historiker. Walser war Direktor des Bundesgymnasiums Feldkirch und von 2008 bis 2017 Abgeordneter zum österreichischen Nationalrat. Er war Spitzenkandidat der Vorarlberger Grünen bei den Nationalratswahlen 2008 und 2013. Walser wohnt in Altach, ist verheiratet und Vater zweier Söhne.

## Beruf
1978 schloss Harald Walser an der Universität Innsbruck sein Studium der Germanistik und Geschichte ab und war 1979 Mitbegründer der Vorarlberger LehrerInneninitiative (VLI). Er promovierte 1982 in Geschichte mit einer Dissertation über „Die illegale NSDAP in Tirol und Vorarlberg 1933–1938“. 1978 begann Walser den Schuldienst am Bundesgymnasium Feldkirch, das er von 2003 bis 2008 als Direktor leitete.
Als Historiker ist er Mitbegründer Johann-August-Malin-Gesellschaft. Er ist Verfasser zahlreicher Publikationen. Zuletzt hat er eine umfangreiche Biografie über Maria Stromberger veröffentlicht, eine österreichische Krankenschwester, die im Konzentrationslager Auschwitz Widerstand geleistet hat. Weitere Publikationen sind erschienen zur Geschichte der illegalen NSDAP in Vorarlberg und Tirol, zur NS-Zeit, zur Arbeiterbewegung, zu jüdischer Geschichte, zur Bildungsgeschichte und zur Kulturpolitik.
Zwischen 2001 und 2008 verfasste Harald Walser eine wöchentliche Kolumne in der Tageszeitung Vorarlberger Nachrichten. Im Jänner 2018 hat er diese Tätigkeit wieder aufgenommen.
Walser war zwischen 1991 und Jänner 2006 in verschiedenen Funktionen, zuletzt als Obmann, Funktionär des Vorarlberger Fußballklubs SCR Altach. Während seiner Tätigkeit gelang dem Verein unter anderem der Aufstieg in die zweithöchste österreichische Spielklasse. Während seiner aktiven Karriere als Fußballspieler spielte Walser für den SCR Altach und den VfB Hohenems.

## Politik
Im Jahr 2000 begann Walser sein Engagement für die Vorarlberger Grünen als Vorstandsmitglied bei der Grünen Bildungswerkstatt. Seit Frühjahr 2008 war er Mitglied des Landesvorstands der Grünen in Vorarlberg. Politisch beschäftigt er sich insbesondere mit bildungs-, vergangenheits- und gesellschaftspolitischen Fragen. Mit der Nationalratswahl am 28. September 2008 wurde Walser erstmals Abgeordneter zum österreichischen Nationalrat und dort bildungs- und vergangenheitspolitischer Sprecher des Grünen Parlaments-Klubs.
Im bildungspolitischen Bereich gehört das Engagement für eine moderne differenzierte Gemeinsame Schule für alle Kinder bis zum 14. Lebensjahr zu den Schwerpunkten von Walsers politischer Arbeit. Ein erster großer Erfolg in dieser Hinsicht war der Stimmungswechsel zugunsten einer entsprechenden Reform in seinem Heimatbundesland Vorarlberg und der Beschluss der schwarz-grünen Vorarlberger Landesregierung im Jahr 2015, beim Bund eine „Modellregion Gemeinsame Schule“ zu beantragen.
Im Dezember 2009 wurde nach jahrelangen Verhandlungen das Aufhebungs- und Rehabilitationsgesetz für die Opfer der NS-Militärjustiz vom österreichischen Nationalrat beschlossen. Im  Jänner 2012 erfolgte nach ebenfalls langjährigen Verhandlungen mit den Regierungsparteien die Beschlussfassung für das Gesetz zur Rehabilitierung der Opfer des Austrofaschismus. Bei den Verhandlungen für beide Gesetze war Harald Walser gemeinsam mit seinem Parteikollegen Albert Steinhauser Verhandler für die Grünen. Schließlich wurde am 24. Oktober 2014 das Denkmal für die Verfolgten der NS-Militärjustiz in Wien eingeweiht, wofür sich Walser ebenfalls stark eingesetzt hatte.
Am Zustandekommen der Novellierung des „Israelitengesetzes“ aus dem Jahre 1890 war Walser ebenso beteiligt wie an der Vorbereitung der Neukodifizierung des Islamgesetzes im Jahr 2015, das trotz einiger Zugeständnisse der Regierungsparteien schließlich von den Grünen abgelehnt wurde.

## Publikationen (Auswahl)
- Die Hintermänner. Vorarlberger Industrielle und die NSDAP 1933–1934. In: Nachträge zur neueren Vorarlberger Landesgeschichte. Hg. Meinrad Pichler. Bregenz 1982 (1. Aufl.), S. 96–106
- Die illegale NSDAP in Tirol und Vorarlberg 1933–1938. Wien 1983
- „... nicht die Letzten?“ Der „Fall Beer“ und die Vorarlberger Kulturpolitik. In: Allmende. Eine alemannische Zeitschrift, Heft 9, 1984, S. 169–174
- Von Herren und Menschen. Verfolgung und Widerstand in Vorarlberg 1933–1945. Bregenz 1985 (zusammen mit H. Brändle, G. Egger-Kiermayr und M. Pichler)
- Dornbirner Statt-Geschichten. Bregenz 1987 (zusammen mit Werner Bundschuh)
- „Der Engel von Auschwitz“ – Zum Wirken der Krankenschwester Maria Stromberger. In:  Montfort – Vierteljahresschrift für Geschichte und Gegenwart Vorarlbergs, Jg. 40, 1988, Heft 1, S. 70–78
- Die Wacht am Rhein. Alltag in Vorarlberg während der NS-Zeit. Bregenz 1988 (zusammen mit Meinrad Pichler)
- Bombengeschäfte. Vorarlbergs Wirtschaft in der NS-Zeit. Bregenz 1989
- Wieder Österreich! Befreiung und Wiederaufbau – Vorarlberg 1945. Bregenz 1995 (zusammen mit Werner Bundschuh und Meinrad Pichler)
- Altach - Geschichte und Gegenwart. 2 Bde. (Hg., zusammen mit Rudolf Giesinger). Altach 1999
- Festschrift 350 Jahre Gymnasium Feldkirch (Hg.). Feldkirch 1999
- Mäder [Heimatbuch] (Hg.). Bregenz 2004
- Das Gemauschel um dunkle Zeiten (Der Standard, 2. August 2010)
- Ein Engel in der Hölle von Auschwitz, Das Leben der Krankenschwester Maria Stromberger. Falter Verlag, Wien 2021, ISBN 978-3-85439-702-1. (malingesellschaft.at)
- Vorarlbergs letzte Hinrichtung, Der Fall des Doppelmörders Egon Ender, edition v, Bregenz 2024, ISBN 978-3-903240-56-8.[8]

## Auszeichnungen
- 2019: Großes Goldenes Ehrenzeichen für Verdienste um die Republik Österreich[9]
- 2022: Rosa-Jochmann-Plakette[10]